# جوردن تومسون (لاعب كرة قدم)
جوردن تومسون (بالإنجليزية: Jordon Thompson)‏ هو لاعب كرة قدم بريطاني في مركز الدفاع، ولد في 8 أبريل 1999 في إيزلينغتون ‏ في المملكة المتحدة. لعب مع نادي بارو.